# Стіан Семб Аасмундсен
Стіан Семб Аасмундсен (норв. Stian Semb Aasmundsen; нар. 2 листопада 1989, Тонсберг, Норвегія) — норвезький футболіст, півзахисник.

## Клубна кар'єра
Футбольну кар'єру розпочав в «Ейк-Тенсберзі» з 3-го дивізіону Норвегії. У 2007 році перейшов до «Тенсберга», який грав у другому дивізіоні, де провів п'ять сезонів. По завершенні сезону 2011 року залишився без клубу. 31 серпня 2012 року стало відомо, що він повернеться до «Ейк-Тенсберга» з 3-го дивізіону.
18 січня 2013 року перебрався у «М'єндален» з 1-го дивізіону. Дебютував за команду 7 квітня, вийшов у стартовому складі програного (0:1) матчу проти «Конгсвінгера», в якому отримав вилучення з поля на 11-й хвилині матчу. 27 жовтня відзначився своїм першим голом за клуб у програному (0:1) матчі проти «Вард Гаугесунн».
У чемпіонаті 2014 року допоміг «М'єндалена» вийти до Елітесеріен. 25 квітня 2015 року дебютував у вищому дивізіоні Норвегії в нічийному (2:2) матчі проти «Одд», в якому також відзначився голом. За підсумками сезону «М'єндален» знову вилетів з вищого дивізіону.
25 січня 2016 року шведський клуб «Єнчепінг Седра», який нещодавно повернувся до Аллсвенскана, оголосив про перехід Семба Аасмундсена, який підписав з клубом 2-річний контракт. Виліт клубу до Супереттану наприкінці сезону 2017 року спонукав гравця попросити та отримати трансфер, щоб повернутися до Норвегії.
27 грудня 2017 року підписав контракт з «Кристіансунном», розрахований на два сезони.
24 березня 2019 року повернувся до «М'єндалена».
28 січня 2022 року повторно підписав контракт з «Ейк-Тенсбергом».

## Кар'єра в збірній
Дебютував за юнацьку збірну Норвегії (U-19) 3 лютого 2008 року в переможному (2:0) матчі проти Угорщини, в якому його замінили на 84-й хвилині. 2008 року провів 5 поєдинків у футболці юнацьку збірну Норвегії (U-19).

## Статистика виступів

### Клубна
Станом на 28 січня 2022 року.
| Сезон                       | Клуб                        | Чемпіонат                   | Чемпіонат | Чемпіонат | Нац. кубок | Нац. кубок | Нац. кубок | Конт. кубок | Конт. кубок | Конт. кубок | Суперкубок | Суперкубок | Суперкубок | Загалом | Загалом |
| Сезон                       | Клуб                        | Змаг.                       | Матчі     | Голи      | Змаг.      | Матчі      | Голи       | Змаг.       | Матчі       | Голи        | Змаг.      | Матчі      | Голи       | Матчі   | Голи    |
| --------------------------- | --------------------------- | --------------------------- | --------- | --------- | ---------- | ---------- | ---------- | ----------- | ----------- | ----------- | ---------- | ---------- | ---------- | ------- | ------- |
| 2006                        | «Ейк-Тенсберг»              | 3Д                          | ?         | ?         | КН         | ?          | ?          | -           | -           | -           | -          | -          | -          | ?       | ?       |
| 2007                        | «Тенсберг»                  | 2Д                          | ?         | ?         | КН         | ?          | ?          | -           | -           | -           | -          | -          | -          | ?       | ?       |
| 2008                        | «Тенсберг»                  | 2Д                          | ?         | ?         | КН         | ?          | ?          | -           | -           | -           | -          | -          | -          | ?       | ?       |
| 2009                        | «Тенсберг»                  | 2Д                          | ?         | ?         | КН         | ?          | ?          | -           | -           | -           | -          | -          | -          | ?       | ?       |
| 2010                        | «Тенсберг»                  | 2Д                          | ?         | ?         | КН         | ?          | ?          | -           | -           | -           | -          | -          | -          | ?       | ?       |
| 2011                        | «Тенсберг»                  | 2Д                          | ?         | ?         | КН         | ?          | ?          | -           | -           | -           | -          | -          | -          | ?       | ?       |
| Загалом за «Тенсберг»       | Загалом за «Тенсберг»       | Загалом за «Тенсберг»       | ?         | ?         |            | ?          | ?          |             | -           | -           |            | -          | -          | ?       | ?       |
| сер.-гр. 2012               | «Ейк-Тенсберг»              | 3Д                          | 7         | 0         | КН         | -          | -          | -           | -           | -           | -          | -          | -          | 7+      | 0+      |
| 2013                        | «М'єндален»                 | 1Д                          | 24+2      | 2+0       | КН         | 4          | 0          | -           | -           | -           | -          | -          | -          | 30      | 2       |
| 2014                        | «М'єндален»                 | 1Д                          | 20+4      | 2+0       | КН         | 3          | 1          | -           | -           | -           | -          | -          | -          | 27      | 3       |
| 2015                        | «М'єндален»                 | ЕС                          | 24        | 3         | КН         | 2          | 1          | -           | -           | -           | -          | -          | -          | 26      | 4       |
| 2016                        | «Єнчепінг Седра»            | А                           | 15        | 1         | КШ         | 3          | 0          | -           | -           | -           | -          | -          | -          | 18      | 1       |
| 2017                        | «Єнчепінг Седра»            | А                           | 24+2      | 1+0       | КШ         | 1          | 0          | -           | -           | -           | -          | -          | -          | 27      | 1       |
| Загалом за «Єнчепінг Седра» | Загалом за «Єнчепінг Седра» | Загалом за «Єнчепінг Седра» | 39+2      | 2+0       |            | 4          | 0          |             | -           | -           |            | -          | -          | 45      | 2       |
| 2018                        | «Кристіансунн»              | ЕС                          | 27        | 4         | КН         | 2          | 0          | -           | -           | -           | -          | -          | -          | 29      | 4       |
| 2019                        | «М'єндален»                 | ЕС                          | 29        | 3         | КН         | 4          | 2          | -           | -           | -           | -          | -          | -          | 33      | 5       |
| 2020                        | «М'єндален»                 | ЕС                          | 27+1      | 1+0       | -          | -          | -          | -           | -           | -           | -          | -          | -          | 28      | 1       |
| 2021                        | «М'єндален»                 | ЕС                          | 23        | 0         | КН         | 3          | 1          | -           | -           | -           | -          | -          | -          | 26      | 1       |
| Загалом за «М'єндален»      | Загалом за «М'єндален»      | Загалом за «М'єндален»      | 147+7     | 11+0      |            | 16         | 5          |             | -           | -           |            | -          | -          | 170     | 16      |
| 2022                        | «Ейк-Тенсберг»              | 3Д                          | 0         | 0         | КН         | 0          | 0          | -           | -           | -           | -          | -          | -          | 0       | 0       |
| Усього                      | Усього                      | Усього                      | 220+9+    | 18+0+     |            | 22+        | 5+         |             | -           | -           |            | -          | -          | 252+    | 22+     |